# Cybercrime Prevention Act 2012
De Cybercrime Prevention Act of 2012 is een Filipijnse wet die goedgekeurd werd op 12 september 2012 en zich richt op online acties. De wet is geregistreerd als de Republic Act nr. 10175. Cybercriminaliteit betreft onder meer cybersquatting, cyberseks, kinderporno, identiteitsdiefstal, illegale toegang, hacking, dataverstoring, apparaatmisbruik, fraude en spam. Ook heeft de wet een ‘alles vangende’ clausule, waardoor alle misdrijven strafbaar zijn waarbij een computer wordt gebruikt. Het is de eerste wet in de Filipijnen inzake computercriminaliteit. 

## Kritiek en vertrouwen
Wetten zoals de Electronic Commerce Act van 2000 vormden geen basis voor computermisdrijven. Zo werd computerprogrammeur Onel de Guzman niet veroordeeld voor het ILOVEYOU virus bij gebrek aan wetgeving.  De lokale zakenhandel ontving de wet positief, verwijzend naar het toenemend vertrouwen van beleggers. 
Media en juridische instellingen uiten kritiek voor de uitbreiding van smaad. Dat wordt gezien als een inperking van de vrijheid voor meningsuiting. Ook de Verenigde Naties merkten op dat de definitie van smaad in strijd is met de wet van vrije meningsuiting. Senator Edgardo Angara verdedigde de wet door te zeggen dat het een legaal juridisch kader is rond vrijheden zoals recht op vrije meningsuiting. Senator Teofisto Guingona III noemt het een beperking op de vrijheid van meningsuiting en expressie. De electronic Frontier Foundation heeft eveneens bezorgdheden en het Centrum voor Recht en Democratie publiceerde een kritische analyse.

## Stopzetting
Op 9 oktober 2012 zette het Hooggerechtshof van de Filipijnen de wet stop voor 120 dagen. Op 5 februari werd de stop verlengd. Op 18 februari 2014 oordeelde het Hooggerechtshof dat artikel 5 grondwettelijk was. De secties 4-C-3, 7, 12 en 19 waren ongrondwettelijk.

## Herziening
Petities werden overgemaakt aan het hooggerechtshof met vraagtekens over de grondwettelijkheid. Het hof stelde de antwoorden op de petities uit door het ontbreken van rechters.  Het ontbreken van een uitstelbevel betekende dat de wet in werking trad op 3 oktober 2012. Uit protest daartegen maakten diverse Filipino's hun Facebook-profielfoto’s zwart en op twitter werd #NoToCybercrimelaw gescandeerd. Op 9 oktober 2012 vaardigde de Hooggerechtshof een tijdelijk straatverbod uit en het stoppen van de uitvoering van de wet voor 120 dagen. In 2013 werden dat de smaad bepalingen en de bepalingen strafbaar op grond van andere wetten, zoals kinderpornografie en cybersquatting geschrapt.

## Voorzieningen
De wet is toepasbaar op alle personen met de Filipijnse nationaliteit, ongeacht de plaats van de misdaad. Een takedown clausule stelt het Ministerie van Justitie in staat materiaal strijdig met de wet te verwijderen. De cybercrimi-eenheid, de 'Lyle Harvey Espinas' staat onder toezicht van het Ministerie en is bevoegd data te verzamelen van internet providers, bevoegd voor huiszoekingen en inbeslagnames van pc's.